# Eduardo Ferreyros Küppers
Eduardo Ferreyros Küppers (San Isidro, Lima, Perú, 13 de octubre de 1959) es un administrador de empresas y funcionario público peruano. Fue ministro de Comercio Exterior y Turismo del Perú durante los gobiernos de Alan García (2010-2011) y Pedro Pablo Kuczynski (2016-2018).

## Biografía
Es hijo de Alejandro Ferreyros Diez Canseco (1926-1974) y de Clara Josefina Rosa Küppers Vargas (n. 1928). Tiene 5 hermanos: Alejandro José, Lilian Elena, María Cecilia Ferreyros, Javier Enrique y María Josefina Ferreyros Küppers.[cita requerida]
Estudió en el Colegio Santa María Marianistas.[cita requerida] Es licenciado en Administración de Empresas por la Universidad del Pacífico. Es especialista en comercio exterior y negociaciones comerciales internacionales.
En 1999 empezó a laborar como asesor del Ministerio del Comercio Exterior (que por entonces se llamaba Ministerio de Industrias, Turismo, Integración y Negociaciones Comerciales Internacionales, MITINCI). 
Entre 2004 y 2007 fue coordinador general de las negociaciones de los acuerdos de Libre Comercio con los Estados Unidos, Canadá y EFTA (Asociación Europea de Libre Comercio). Su función era delinear y ejecutar las líneas de acción para que los intereses del Perú en dicho proceso fueran puestos sobre la mesa de negociación.
En 2007, bajo el segundo gobierno de Alan García, fue nombrado viceministro de Comercio Exterior. La titular de ese sector era por entonces la ministra Mercedes Aráoz. Se encargó de la agenda de negociaciones comerciales bilaterales y multilaterales del Perú. Promovió la aprobación del Acuerdo de Promoción Comercial con Estados Unidos. Igualmente, impulsó la aprobación e implementación de los Tratados de Libre Comercio con la Unión Europea, EFTA, Canadá, Chile, México, Costa Rica, Panamá, Singapur, Corea, Japón, China, entre otros países. Organizó un equipo que logró articular -en una experiencia sin precedentes en el Estado peruano- el trabajo de 28 instituciones públicas peruanas y cientos de funcionarios de estas, para concluir el primer proceso de negociación comercial bilateral profundo que había tenido el Perú hasta entonces.[cita requerida]
Fue también representante adjunto del Perú ante la Comunidad Andina y representante comercial del Perú ante el Foro de Cooperación Económica Asia–Pacífico (APEC).
En el 2010 la Asociación de Exportadores (ÁDEX) lo designó como Funcionario Público del Año en reconocimiento a su apoyo integral al desarrollo y consolidación de la actividad agroexportadora en el Perú. Se le concedió también el Premio de Ciudadanos al Día, por su labor de comunicación con la ciudadanía con respecto al TLC con los Estados Unidos.

### Ministro de Comercio Exterior y Turismo
El 17 de septiembre de 2010 juró como Ministro de Estado del Perú en la cartera de Comercio Exterior y Turismo, reemplazando a Martín Pérez Monteverde. En ese cargo se mantuvo hasta el fin del gobierno de García, el 28 de julio de 2011. Bajo su gestión se puso en marcha la Ventanilla Única de Comercio Exterior (VUCE), se logró capacitar a más de un millón de alumnos de secundaria a través del Curso de Comercio Exterior, se decidió el lanzamiento de la «Marca Perú» y del Perú como uno de los países anfitriones del Rally Dakar de 2012.
Entre 2012 y 2015, se desempeñó como Gerente General de la Sociedad de Comercio Exterior (COMEXPERU), gremio que representa a entidades responsables de la mayor parte del comercio exterior peruano.
El 15 de julio de 2016, el presidente electo Pedro Pablo Kuczynski lo anunció como su ministro de Comercio Exterior y Turismo. El 28 de julio de 2016, durante la toma de mando, juró por segunda vez dicho cargo, en una ceremonia realizada en el patio de honor del Palacio de Gobierno, al aire libre y a la vista del público.